# Ouénou (N’Dali)
Ouénou ist eine Stadt und ein Arrondissement im Departement Borgou im westafrikanischen Staat Benin. Es ist eine Verwaltungseinheit, die der Gerichtsbarkeit der Kommune N’Dali untersteht.
Durch die Stadt verläuft die Straße RN6, die in nordöstlicher Richtung nach kurzer Distanz nach N’Dali führt in westlicher Richtung in das Département Donga und die Kommune und Stadt Djougou.

## Demografie und Verwaltung
Gemäß der Volkszählung 2013 des beninischen Statistikamtes INSAE hatte das Arrondissement 22.291 Einwohner, davon waren 11.197 männlich und 11.094 weiblich.
Von den 64 Dörfern und Quartieren der Kommune N’Dali entfallen zwölf auf Ouénou:
1. Banhoun-Kpo
2. Bounin
3. Bouyérou
4. Dankourou
5. Gah-Winra
6. Moussoukouré
7. Ouénou
8. Ouénou-Peulh
9. Pouramparè
10. Tamarou
11. Warikpa
12. Wèrèkè